# Ташлик (Черкаський район)
Ташлик — село в Україні, у Черкаському районі Черкаської області, у складі Ротмістрівської сільської громади. У селі мешкає 1935 людей.
У селі була створена перша парова цукроварня в Україні[джерело?].

## Сільські легенди
Походження Ташлик йде від татарського слова крим. tašlyk — кам'янистий, кам'яниста земля.[джерело?]

## Історія
Станом на 1885 рік у колишньому власницькому селі, центрі Ташлицької волості Черкаського повіту Київської губернії, мешкало 2775 осіб, налічувалось 612 дворових господарств, існували православна церква, школа, 2 постоялих будинки, 5 лавок, 2 водяних і 15 вітрових млинів, бурякоцукровий завод. За 4 версти — цегельний завод.
За переписом 1897 року кількість мешканців зросла до 4815 осіб (2378 чоловічої статі та 2437 — жіночої), з яких 4692 — православної віри.
30 січня 1944 року у південну частину села з боєм увірвався стрілецький батальйон капітана Михайла Козлова зі складу 933-го полку 254-ї стрілецької дивізії (52-га армія 2-го Українського фронту). В результаті успішного для себе бою, цей підрозділ знищив 9 вантажівок, 7 кулеметних точок, підбив 4 танка і 6 тягачів противника. У рукопашній сутичці і кулеметним вогнем було знищено 42 гітлерівця, ще 7 з них бійці Козлова взяли у полон.

## Населення

### Мова
Розподіл населення за рідною мовою за даними перепису 2001 року:
| Мова            | Кількість | Відсоток |
| --------------- | --------- | -------- |
| українська      | 1881      | 97.21%   |
| російська       | 39        | 2.01%    |
| вірменська      | 11        | 0.57%    |
| румунська       | 1         | 0.05%    |
| інші/не вказали | 3         | 0.16%    |
| Усього          | 1935      | 100%     |

## Видатні люди
- Демиденко Андрій Макарович (*21 вересня 1899 — 16 травня 1961, Київ) — український звукооператор.
- Василенко Зоя Іванівна (нар. 1918) — музикознавець, фольклористка.